# Szczybały Orłowskie

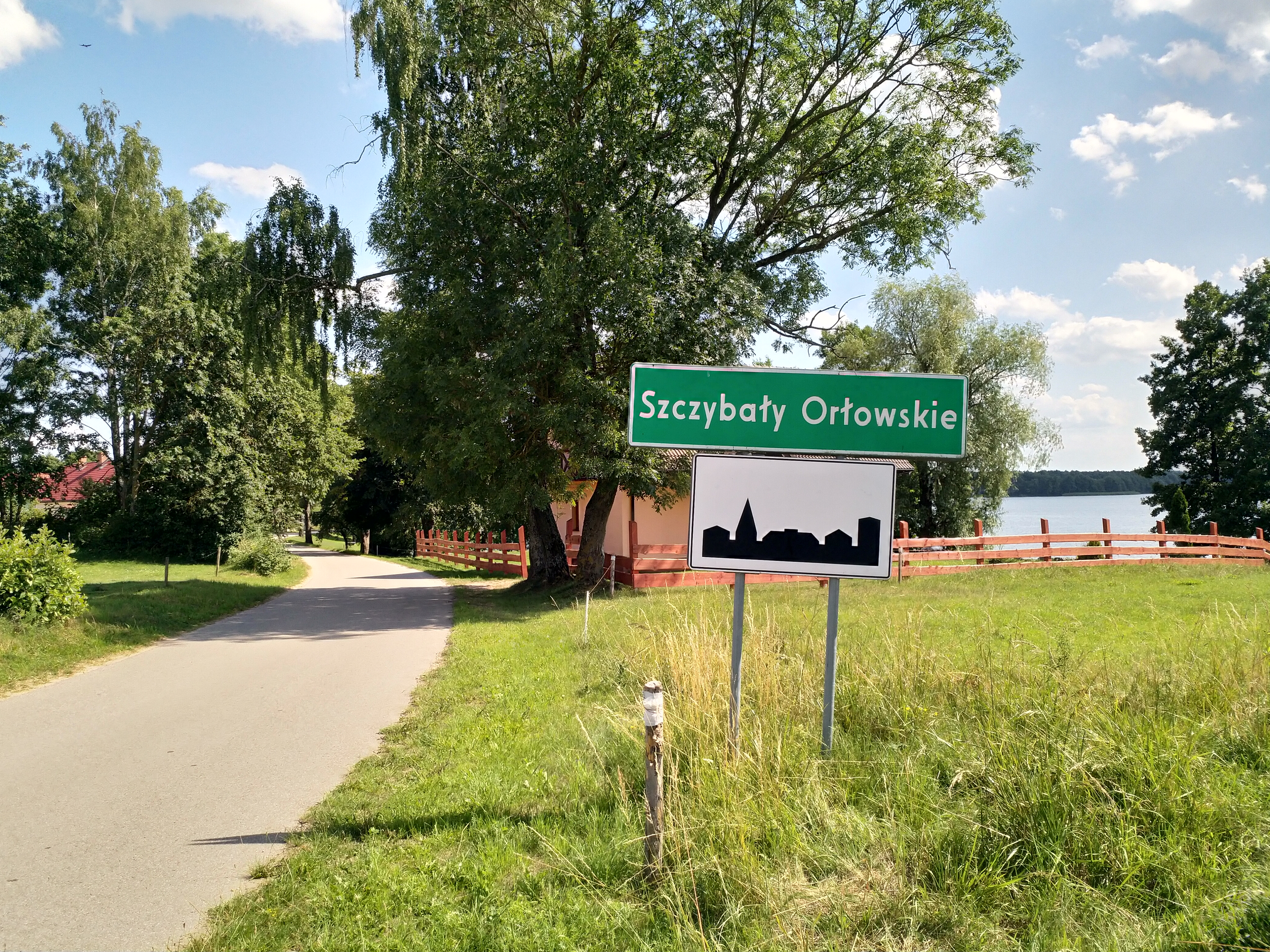
(2023)

Szczybały Orłowskie (deutsch Sczyballen (Ksp. Orlowen), 1938 bis 1945 Lorenzhall) ist ein Ort in der polnischen Woiwodschaft Ermland-Masuren und gehört zur Landgemeinde Wydminy im Powiat Giżycki (Kreis Lötzen).

## Geographische Lage
Szczybały Orłowskie liegt am Ostufer des Jezioro Gawlik (deutsch Gablick-See) in der östlichen Mitte der Woiwodschaft Ermland-Masuren, 24 Kilometer östlich der Kreisstadt Giżycko (Lötzen).

## Geschichte
Das nach 1785 Scziballen, nach 1818 Sczyballen bis 1938 mit Zusatz Sczyballen (Kirchspiel Orlowen) genannte kleine Dorf war zwischen 1874 und 1945 Teil des Amtsbezirks Orlowen (polnisch Orłowo), der – 1938 in „Amtsbezirk Adlersdorf“ umbenannt – zum Kreis Lötzen im Regierungsbezirk Gumbinnen (1905 bis 1945: Regierungsbezirk Allenstein) in der preußischen Provinz Ostpreußen gehörte. Im gleichen Zeitraum war Sczyballen auch dem Standesamt Orlowen zugeordnet. Am 1. Dezember 1910 zählte das Dorf 146 Einwohner.
Aufgrund der Bestimmungen des Versailler Vertrags stimmte die Bevölkerung im Abstimmungsgebiet Allenstein, zu dem Sczyballen gehörte, am 11. Juli 1920 über die weitere staatliche Zugehörigkeit zu Ostpreußen (und damit zu Deutschland) oder den Anschluss an Polen ab. In Sczyballen stimmten 100 Einwohner für den Verbleib bei Ostpreußen, auf Polen entfiel keine Stimme.
Noch vor 1933 wurde die Landgemeinde Kowalewsken (polnisch Kowalewskie) nach Sczyballen eingemeindet. Die Einwohnerzahl belief sich 1933 auf 237 und 1939 noch auf 197.
Am 3. Juni (amtlich bestätigt am 16. Juli) im Jahre 1938 wurde Sczyballen aus politisch-ideologischen Gründen der Abwehr fremdländisch klingender Ortsnamen in „Lorenzhall“ umbenannt. In Kriegsfolge kam der Ort 1945 mit dem gesamten südlichen Ostpreußen zu Polen und trägt seitdem die polnische Namensform „Szczybały Orłowskie“. Heute ist das Dorf Sitz eines Schulzenamtes (polnisch sołectwo) und somit eine Ortschaft im Verbund der Landgemeinde Wydminy (Widminnen) im Powiat Giżycki (Kreis Lötzen), vor 1998 der Woiwodschaft Suwałki, seither der Woiwodschaft Ermland-Masuren zugehörig.

## Kirche
Sczyballen (Ksp. Orlowen) / Lorenzhall war bis 1945 namenskonform in die evangelische Kirche Orlowen in der Kirchenprovinz Ostpreußen der Kirche der Altpreußischen Union sowie in die katholische Pfarrkirche St. Bruno Lötzen im Bistum Ermland eingepfarrt.
Heute gehört Szczybały Orłowskie zur evangelischen Kirchengemeinde Wydminy, einer Filialgemeinde der Pfarrei Giżycko in der Diözese Masuren der Evangelisch-Augsburgischen Kirche in Polen bzw. zur katholischen Kirche St. Kasimir Orłowo im Bistum Ełk der Römisch-katholischen Kirche in Polen.

## Verkehr
Szczybały Orłowskie ist über die Woiwodschaftsstraße DW 655 im Abzweig Pietrasze (Pietraschen, 1938 bis 1945 Petersgrund, Dorf) in Richtung Orłowo zu erreichen. Eine Bahnanbindung besteht nicht.